# Ikast FS
Ikast Forenede Sportsklubber – duński klub piłkarski, grający obecnie w duńskiej 2. division (III poziom), mający siedzibę w mieście Ikast. Pełni funkcję rezerw klubu FC Midtjylland.

## Historia
Klub został założony 6 grudnia 1935. W 1979 roku po raz pierwszy zagrał w duńskiej pierwszej lidze. W 1987 roku wywalczył wicemistrzostwo Danii. Do mistrza kraju Brøndby IF stracił 9 punktów. W sezonie 1990 klub zajął 3. miejsce w lidze, jednak rok później spadł o klasę niżej. W sezonie 1993/1994 Ikast FS ponownie grał w ekstraklasie Danii. W sezonie 1995/1996 spadł z niej. W sezonie 1997/1998 ponownie grał w ekstraklasie, ale pobyt klubu w niej trwał rok. W 1999 roku Ikast FS połączył się z klubem Herning Fremad i utworzył FC Midtjylland. Postanowiono też, iż Ikast FS stanie się rezerwami FC Midtjylland.
Ikast FS trzykrotnie grał w finale Pucharu Danii. W 1986 roku uległ w nim 1:2 zespołowi Boldklubben 1903. W 1989 roku przegrał w finale 3:6 z Brøndby IF, a w 1997 roku 1:2 z FC København.

## Sukcesy
- Puchar Danii:

finalista (1): 1986, 1989, 1997
- Superligaen:

wicemistrzostwo (1): 1987
3. miejsce (1): 1990
- Puchar Intertoto

zwycięstwo (1): 1988

## Historia występów w pierwszej lidze
| Sezon     | Pozycja      | M  | Pkt. | Z  | R  | P  | GZ | GS |
| --------- | ------------ | -- | ---- | -- | -- | -- | -- | -- |
| 1979      | 10.          | 30 | 27   | 10 | 7  | 13 | 48 | 59 |
| 1980      | 5.           | 30 | 35   | 16 | 3  | 11 | 43 | 42 |
| 1981      | 12.          | 30 | 26   | 10 | 6  | 14 | 46 | 49 |
| 1982      | 13.          | 30 | 25   | 9  | 7  | 14 | 34 | 45 |
| 1983      | 6.           | 30 | 33   | 13 | 7  | 10 | 50 | 38 |
| 1984      | 7.           | 30 | 29   | 13 | 3  | 14 | 44 | 45 |
| 1985      | 11.          | 30 | 29   | 11 | 7  | 12 | 54 | 48 |
| 1986      | 6.           | 26 | 28   | 11 | 6  | 9  | 42 | 36 |
| 1987      | 2.           | 26 | 38   | 16 | 6  | 4  | 53 | 26 |
| 1988      | 10.          | 26 | 22   | 8  | 6  | 12 | 35 | 39 |
| 1989      | 10.          | 26 | 21   | 6  | 9  | 11 | 28 | 43 |
| 1990      | 3.           | 26 | 30   | 11 | 8  | 7  | 38 | 27 |
| 1991      | 10. (spadek) | 18 | 10   | 3  | 4  | 11 | 9  | 27 |
| 1993/1994 | 7.           | 32 | 37   | 8  | 12 | 12 | 31 | 29 |
| 1994/1995 | 9.           | 18 | 11   | 3  | 5  | 10 | 22 | 29 |
| 1995/1996 | 11. (spadek) | 33 | 25   | 5  | 10 | 18 | 28 | 63 |
| 1997/1998 | 11. (spadek) | 33 | 29   | 8  | 5  | 20 | 51 | 86 |

## Europejskie puchary
Legenda do wszystkich tabel:
- Q – runda eliminacyjna, 1/16, 1/8, 1/4, 1/2 – odpowiednia faza rozgrywek, Grupa – runda grupowa, 1r gr – pierwsza runda grupowa, 2r gr – druga runda grupowa, F – finał, R – runda, PO – play-off
- k. – rzuty karne, los. – losowanie, Dogr. – dogrywka, w. – zasada bramek strzelonych na wyjeździe

| Sezon   | Rozgrywki                 | Runda | Przeciwnik      | Dom | Wyjazd | Ogólnie |
| ------- | ------------------------- | ----- | --------------- | --- | ------ | ------- |
| 1988/89 | Puchar UEFA               | 1R    | First Vienna FC | 2–1 | 0–1    | 2–2, w. |
| 1989/90 | Puchar Zdobywców Pucharów | 1R    | FC Groningen    | 0–1 | 1–2    | 1–3     |
| 1991/92 | Puchar UEFA               | 1R    | AJ Auxerre      | 0–1 | 1–5    | 1–6     |

## Reprezentanci kraju grający w klubie
Stan na czerwiec 2015
| - Lars Bastrup - Michael Birkedal - Henning Boel - Torben Christensen - Johnny Hansen - Mogens Krogh - Torben Piechnik - Ejnar Rahbek | - Jens Risager - Morten Skoubo - Jens Steffensen - Pertti Alaja - Petri Helin - Kari Rissanen - Antti Sumiala - Jon Knudsen |